# Oblężenie Zamościa (1648)
Oblężenie Zamościa – miało miejsce w 1648 podczas powstania Chmielnickiego i wyboru nowego monarchy Rzeczypospolitej.

## Historia
Na przełomie października i listopada wojska kozacko-tatarskie podeszły pod Zamość. Stojący obozem w Łabuńkach hetman kozacki Bohdan Chmielnicki podjął próbę zdobycia tego miasta-twierdzy, ale bez wiary w sukces. W pierwszej połowie XVII wieku Zamość był najnowocześniejszą i najpotężniejszą twierdzą w Rzeczypospolitej i Europie Wschodniej. Okalały go potężne fortyfikacje z licznymi bastionami. O stan techniczny murów, artylerii oraz liczebność załogi stale dbał Jan Sobiepan Zamoyski – III Ordynat Zamojski, który był także szwagrem wojewody ruskiego księcia Jeremiego Wiśniowieckiego.
Siły najeźdźców szacowano na 40–60 tysięcy żołnierzy. Twierdzy broniło około 4700 ludzi w tym: 2100 piechoty, 200 rajtarów, 1400 szlachty i 1000 mieszczan pod dowództwem kasztelana elbląskiego Ludwika Wejhera i margrabiego Władysława Myszkowskiego. W mieście schroniło się wielu uciekinierów z okolicznych wsi i miasteczek, a nawet z Rusi, Podola i Wołynia. Podczas oblężenia uwidoczniła się wada konstrukcyjna twierdzy. Kozacy przekopali groblę szczebrzeską i spuścili wodę ze stawu, odsłaniając południową część fortyfikacji. Zmusiło to obrońców do skoncentrowania na tym odcinku dużych sił. Bohdan Chmielnicki nie dysponował artylerią oblężniczą pozwalającą na zdobycie Zamościa szturmem, poza tym zbliżała się zima, do której oblegający nie byli przygotowani. Natomiast obrońcy, wśród których szerzyła się epidemia, nie mogli liczyć na odsiecz. Nie posiadali także dostatecznej ilości żywności niezbędnej do wykarmienia załogi i ludności, która szukała schronienia za murami twierdzy. Dlatego już po 17 dniach zawarto korzystny dla obu stron układ o wypłaceniu przez zamościan okupu w wysokości 20 tysięcy złotych polskich.
Mikołaj Jemiołowski i Wawrzyniec Jan Rudawski napisali w swoich książkach że przywódca polityczny i wojskowy Tatarów krymskich Tuhaj-bej poległ podczas oblężenia Zamościa w 1648 – w rzeczywistości zginął trzy lata później w bitwie pod Beresteczkiem.